# Кампо ла Ферија (Наволато)
Кампо ла Ферија (шп. Campo la Feria) насеље је у Мексику у савезној држави Синалоа у општини Наволато. Насеље се налази на надморској висини од 11 м.

## Становништво
Према подацима из 2010. године у насељу је живело 7 становника.

### Хронологија
| Година       | 2000            | 2005            | 2010 |
| ------------ | --------------- | --------------- | ---- |
| Становништво | 599 (340 / 259) | 248 (124 / 124) | 7    |

### Попис
| # | Индикатор                     | Вредност |
| - | ----------------------------- | -------- |
| 1 | Укупно домаћинстава           | 162      |
| 2 | Укупно насељених домаћинстава | 1        |
| 3 | Величина локације             | 1        |